# Gamochaeta calviceps
Gamochaeta calviceps là một loài thực vật có hoa trong họ Cúc. Loài này được (Fernald) Cabrera mô tả khoa học đầu tiên năm 1961.